# 大石乡 (岳池县)
大石乡，是中华人民共和国四川省广安市岳池县曾经下辖的一个乡。2019年12月，撤销大石乡，其所属行政区域划归九龙街道管辖。

## 行政区划
大石乡撤销前下辖以下地区：
白鹤嘴村、曹家沟村、营山铺村、大冲沟村、狮子塝村、漏山沟村、福寿寨村、双龙桥村、花园坪村、石堰塘村、五里堆村、皮家沟村、游家沟村、晏家沟村和马鞍山村。